# Dinhard

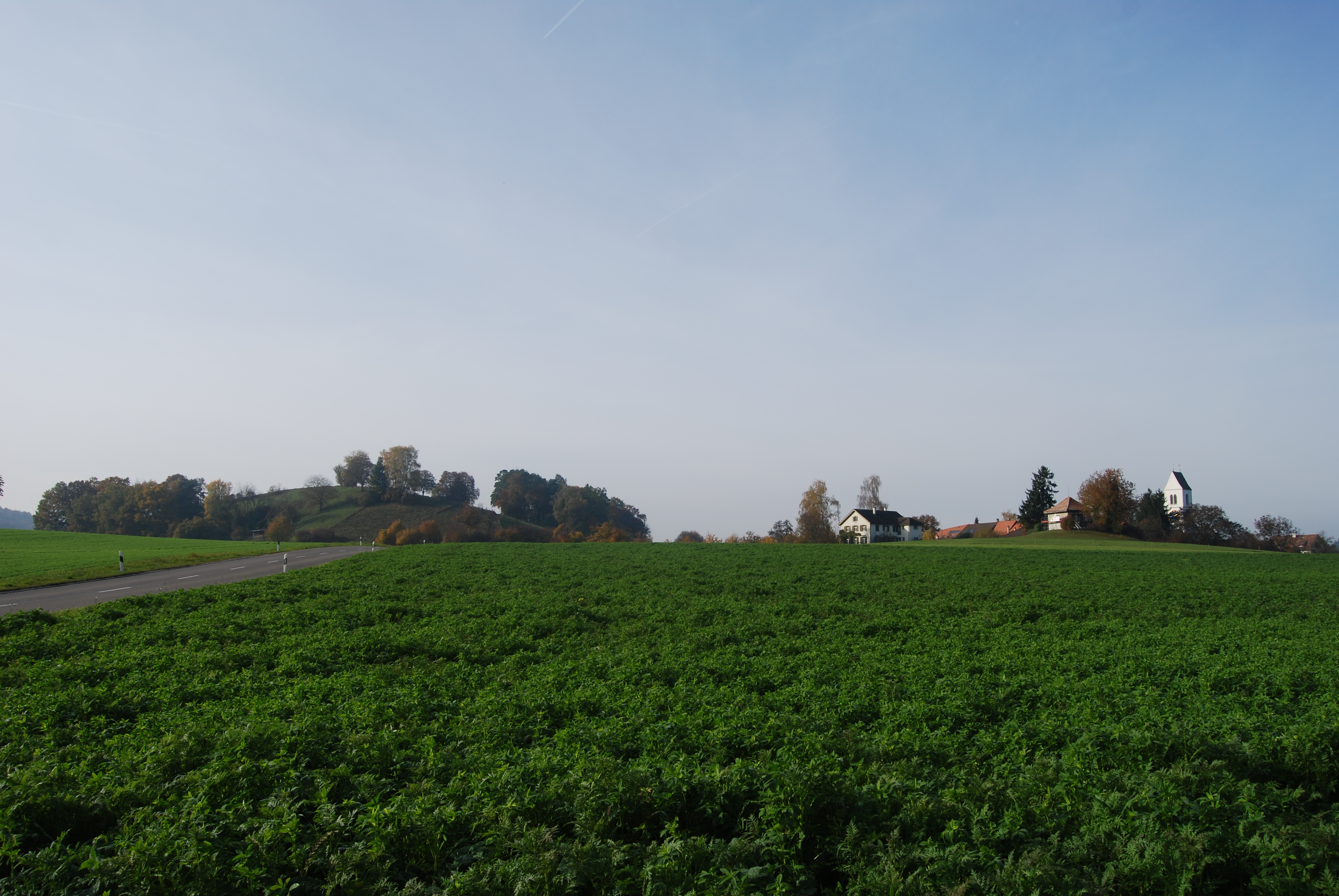
Kirch-Dinhard von Rietmüli aus gesehen

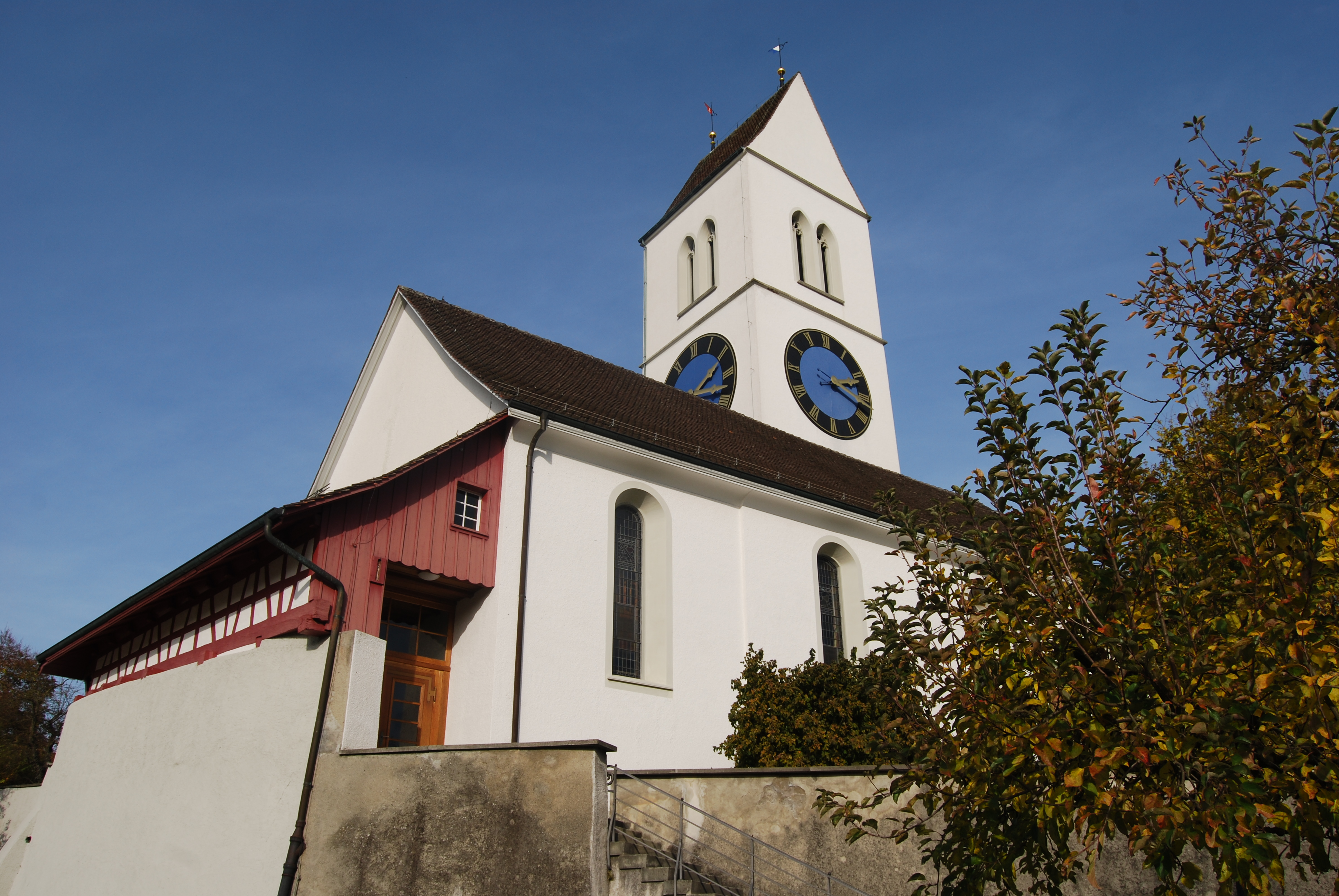
Kirche von Dinhard

Dinhard ist eine politische Gemeinde im Bezirk Winterthur des Kantons Zürich in der Schweiz.

## Wappen
Blasonierung: In Rot ein silberner Schlüssel

## Geographie
Die Gemeinde besteht aus verschiedenen Ortschaften: Eschlikon, Welsikon, Vorder-Grüt, Ausser-Dinhard, Riedmühle, Kirch-Dinhard und Längerenrüti.
Von der Gemeindefläche dienen 69,8 % der Landwirtschaft, 19,7 % ist mit Wald bedeckt, 3,9 % ist Verkehrsfläche und 6,2 % Siedlungsgebiet, 0,4 % sind Gewässer.

## Geschichte

Historisches Luftbild von Walter Mittelholzer, 1924

1934 wurde die Ortschaft Sulz von Dinhard abgetrennt und der Gemeinde Rickenbach ZH zugeteilt.
In einem Grabhügel bei der Riedmühle wurde 1943 eine Urne aus der Hallstattzeit geborgen. Sie ist das älteste Zeugnis menschlicher Anwesenheit in Dinhard.
Dinhard wird als Thynhart im Jahre 1275 erstmals urkundlich erwähnt. An diese Lautung erinnert noch heute der Mundartname der Gemeinde: Tiinert. Aus Dinhard stammte der bedeutende Humanist Jakob Wiesendanger, genannt Ceporinus (1499–1525), an den ein Gedenkstein bei der Kirche erinnert.

## Kirchen
In Dinhard gibt es eine reformierte Kirche.

## Bevölkerung
| Jahr | Einwohner |
| ---- | --------- |
| 1467 | 150       |
| 1634 | 438       |
| 1771 | 619       |
| 1850 | 738       |
| 1900 | 639       |
| 1910 | 758       |
| 1950 | 586       |
| 1970 | 651       |
| 2000 | 1301      |
| 2008 | 1396      |
| 2013 | 1497      |

## Politik
Seit 2022 ist Thomas Schmid (SVP) Gemeindepräsident.
Bei den Nationalratswahlen 2023 betrugen die Wähleranteile in Dinhard: SVP 45,47 % (+0,76), SP 9,85 % (+0,89), FDP 9,83 % (−0,67), glp 9,06 % (−3,10), Mitte 7,76 % (+2,44), Grüne 6,73 % (−3,85), EDU 3,95 (+0,75), EVP 2,77 % (−0,59).

## Partnergemeinde
- Šitbořice, Tschechien

## Persönlichkeiten
- Jakob Wiesendanger, genannt Ceporinus (1500–1525), Gräzist und Hebraist
- Jakob Meili (1872–1960), Politiker